# Camden (Maine)
Camden és una població dels Estats Units a l'estat de Maine (EUA). Segons el cens del 2000 tenia 5.254 habitants.

## Demografia
Segons el cens del 2000, Camden tenia 5.254 habitants, 2.390 habitatges, i 1.414 famílies. La densitat de població era de 110,9 habitants per km².
Dels 2.390 habitatges en un 24,1% hi vivien nens de menys de 18 anys, en un 49,1% hi vivien parelles casades, en un 8,5% dones solteres, i en un 40,8% no eren unitats familiars. En el 34,8% dels habitatges hi vivien persones soles el 16,5% de les quals corresponia a persones de 65 anys o més que vivien soles. El nombre mitjà de persones vivint en cada habitatge era de 2,11 i el nombre mitjà de persones que vivien en cada família era de 2,71.
Per edats la població es repartia de la següent manera: un 19,7% tenia menys de 18 anys, un 4,4% entre 18 i 24, un 22,2% entre 25 i 44, un 30,3% de 45 a 60 i un 23,4% 65 anys o més.
L'edat mediana era de 47 anys. Per cada 100 dones de 18 o més anys hi havia 77,1 homes.
La renda mediana per habitatge era de 39.877 $ i la renda mediana per família de 56.439 $. Els homes tenien una renda mediana de 33.500 $ mentre que les dones 26.645 $. La renda per capita de la població era de 26.126 $. Entorn del 5,5% de les famílies i el 8% de la població estaven per davall del llindar de pobresa.